# Tschaplynka
Tschaplynka (ukrainisch Чаплинка; russisch Чаплинка Tschaplinka) ist eine Siedlung städtischen Typs im Südosten der ukrainischen Oblast Cherson mit 9700 Einwohnern (2019).
Die 1794 gegründete Siedlung ist seit 1923 Rajonzentrum und hat seit 1956 den Status einer Siedlung städtischen Typs.
Bei Tschaplynka wurden in der Nacht zum 22. November 2015 Strommasten gesprengt, über die die Stromversorgung mit der Krim verlief, sodass auf der Krim der Notstand ausgerufen werden musste.

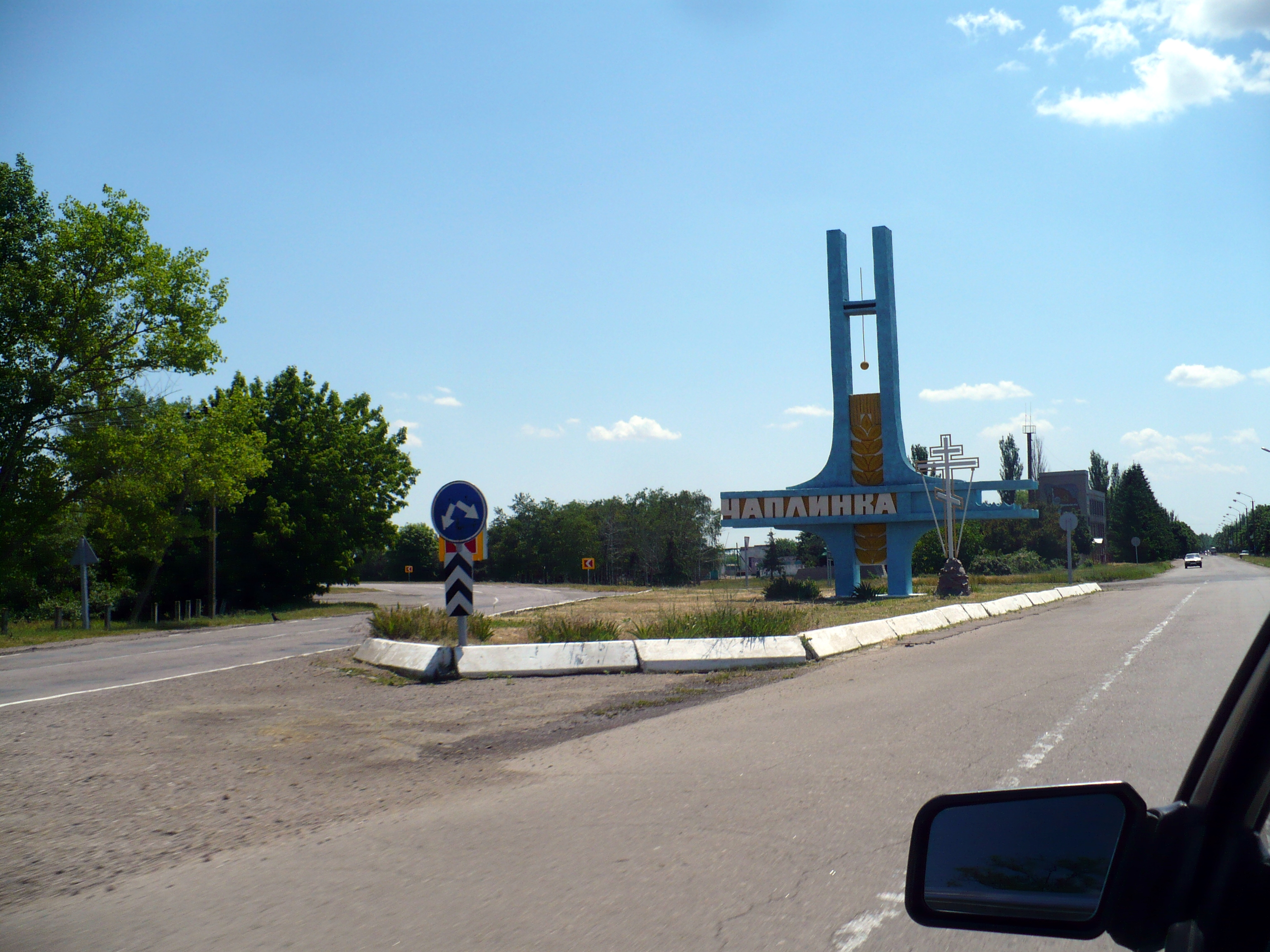
Ortsschild im Ort

## Geographie
Tschaplynka liegt 145 km südöstlich der Oblasthauptstadt Cherson und 32 km nördlich von Armjansk an der Landenge von Perekop. Der nächstgelegene Bahnhof befindet sich im 16 km entfernten Kalantschak.
Das Naturschutzgebiet Askanija-Nowa liegt östlich der Siedlung.

## Verwaltungsgliederung
Am 31. August 2016 wurde die Siedlung zum Zentrum der neugegründeten Siedlungsgemeinde Tschaplynka (ukrainisch Чаплинська селищна громада/Tschaplynska selyschtschna hromada), zu dieser zählten auch noch die 15 in der untenstehenden Tabelle aufgelistetenen Dörfer, bis dahin bildete sie zusammen mit den Dörfern Nowe und Tscherwonyj Jar die gleichnamige Siedlungsratsgemeinde Tschaplynka (Чаплинська селищна рада/Tschaplynska selyschtschna rada) im Südwesten des Rajons Tschaplynka.
Am 12. Juni 2020 kamen noch die Dörfer Blahodatne und Preobraschenka zum Gemeindegebiet.
Seit dem 17. Juli 2020 ist sie ein Teil des Rajons Kachowka.
Folgende Orte sind neben dem Hauptort Tschaplynka Teil der Gemeinde:
| Name                      | Name                  | Name                                            |
| ukrainisch transkribiert  | ukrainisch            | russisch                                        |
| ------------------------- | --------------------- | ----------------------------------------------- |
| Andrijiwka                | Андріївка             | Андреевка (Andrijiwka)                          |
| Baltasariwka              | Балтазарівка          | Балтазаровка (Baltasarowka)                     |
| Bilozerkiwka              | Білоцерківка          | Белоцерковка (Belozerkowka)                     |
| Blahodatne                | Преображенка          | Благодатное (Blagodatnoje)                      |
| Kudrjawe                  | Кудряве               | Кудрявое (Kudrjawoje)                           |
| Kutscherjawowolodymyriwka | Кучерявоволодимирівка | Кучерявовладимировка (Kutscherjawowladimirowka) |
| Mahdalyniwka              | Магдалинівка          | Магдалиновка (Magdalinowka)                     |
| Morosiwka                 | Морозівка             | Морозовка (Morosowka)                           |
| Nowe                      | Нове                  | Новое (Nowoje)                                  |
| Nowyj Haj                 | Новий Гай             | Новый Гай (Nowy Gai)                            |
| Perschokostjantyniwka     | Першокостянтинівка    | Першоконстантиновка (Perschokonstantinowka)     |
| Preobraschenka            | Преображенка          | Преображенка                                    |
| Ratschiwka                | Рачівка               | Рачевка (Ratschewka)                            |
| Skadowka                  | Скадовка              | Скадовка                                        |
| Tscherwona Poljana        | Червона Поляна        | Червоная Поляна (Tscherwonaja Poljana)          |
| Tscherwonyj Jar           | Червоний Яр           | Червоный Яр (Tscherwony Jar)                    |
| Tschorna Dolyna           | Чорна Долина          | Чёрная Долина (Tschornaja Dolina)               |

## Bevölkerungsentwicklung
| 1959  | 1970  | 1979  | 1989   | 2001   | 2010   | 2019  |
| ----- | ----- | ----- | ------ | ------ | ------ | ----- |
| 4.515 | 6.638 | 8.925 | 10.559 | 10.619 | 10.006 | 9.687 |

Quelle:;

## Persönlichkeiten
- Mykola Kulisch (1892–1937), ukrainischer Schriftsteller
- Serhij Bilouschtschenko (* 1981), Ruderer